# Brucellos
Brucellos, även Bangs sjukdom eller smittsam kastning är en infektionsjukdom som framkallas av brucella och som upptäcktes av den danske läkaren Bernhard Bang. Den är en sjukdom hos djur, zoonos, som orsakas av Bangs abortbakterie, Brucella abortus suis hos svin och av Brucella abortus bovis hos kor. Sjukdomen kan överföras till människor. Hos människor manifesteras brucellos med förkylningssymtom med kraftiga svettningar. Brucellos hos hund är en infektion som påverkar främst hundar, även människor kan smittas. Även katter kan smittas men blir ej sjuka av detta. Infekterade hundar sprider smittan väldigt lätt utan att själva visa några symptom. Hundar kan dock inte bli av med denna bakterie och kan då aldrig sluta sprida smittan.

## Symtom
Vuxna hundar visar oftast inga symtom men vissa hundar kan bli trötta och magra av.

## Behandling
Det finns inga säkra antibiotika som kan eliminera bakterien så därför rekommenderas avlivning av infekterade hundar för att skydda människor och andra hundar från att bli smittade. Hundar som misstänks vara smittade isoleras direkt och hela omgivningen saneras. 

## Förebyggande åtgärder
Det viktigaste är att ha en noggrann kontroll av avelshundar som tas in från andra länder och ha en stor försiktighet när svenska hundar paras med utländska hundar. Ha även en stor kontroll på importerade hundar.
Varianten Brucella canis, som påverkar hundar, påträffades för första gången i Sverige i augusti 2011. Den smittade tiken hade importerats från Polen, där hon hade parats. Hon avlivades strax efter upptäckt av sjukdomen. Brucella canis sprids framförallt via parning. Jordbruksverket rekommenderar en noggrann kartläggning av alla hundar som används i avel eller importeras.